# 巨建华
巨建华（1957年8月—），男，汉族，陕西宝鸡人，中华人民共和国政治人物，曾任西藏自治区人大常委会副主任，区外侨办主任。